# Posteleinfamilie
De posteleinfamilie (Portulacaceae) is een familie van tweezaadlobbige planten. Er is geen hechte overeenstemming over de samenstelling van de familie. Volgens de APG-Website [16 februari 2008] en het APG III-systeem (2009) bestaat de familie alleen uit het geslacht Portulaca en zijnde andere geslachten ondergebracht in de familie Montiaceae. De bekendste vertegenwoordiger van de posteleinfamilie is postelein.
Volgens de 23e druk van de Heukels komen in Nederland de volgende soorten voor:
- Winterpostelein (Claytonia perfoliata)
- Roze winterpostelein (Claytonia sibirica)
- Groot bronkruid (Montia fontana)
- Klein bronkruid (Montia minor)
- Postelein (Portulaca oleracea)

Zie ook: Nieuw-Zeelandse spinazie (Tetragonia expansa) en Spekboom (Portulacaria afra).
Geslachten
Geslachten zijn (volgens Watsion & Dallwitz):
Amphipetalum, Anacampseros, Calandrinia, Calyptridium, Calyptrotheca, Ceraria, Claytonia (geslacht Winterpostelein), Grahamia, Hectorella, Lenzia, Lewisia, Lyallia, Mona, Monocosmia, Montia (geslacht Bronkruid), Montiopsis, Neopaxia, Portulaca (geslacht Postelein), Portulacaria, Rumicastrum, Schreiteria, Silvaea, Spraguea, Talinaria, Talinella, Talinopsis, Talinum.